# Prochoerodes lineola
Prochoerodes lineola är en fjärilsart som beskrevs av Johann August Ephraim Goeze 1781. Prochoerodes lineola ingår i släktet Prochoerodes och familjen mätare. Inga underarter finns listade i Catalogue of Life.

## Bildgalleri

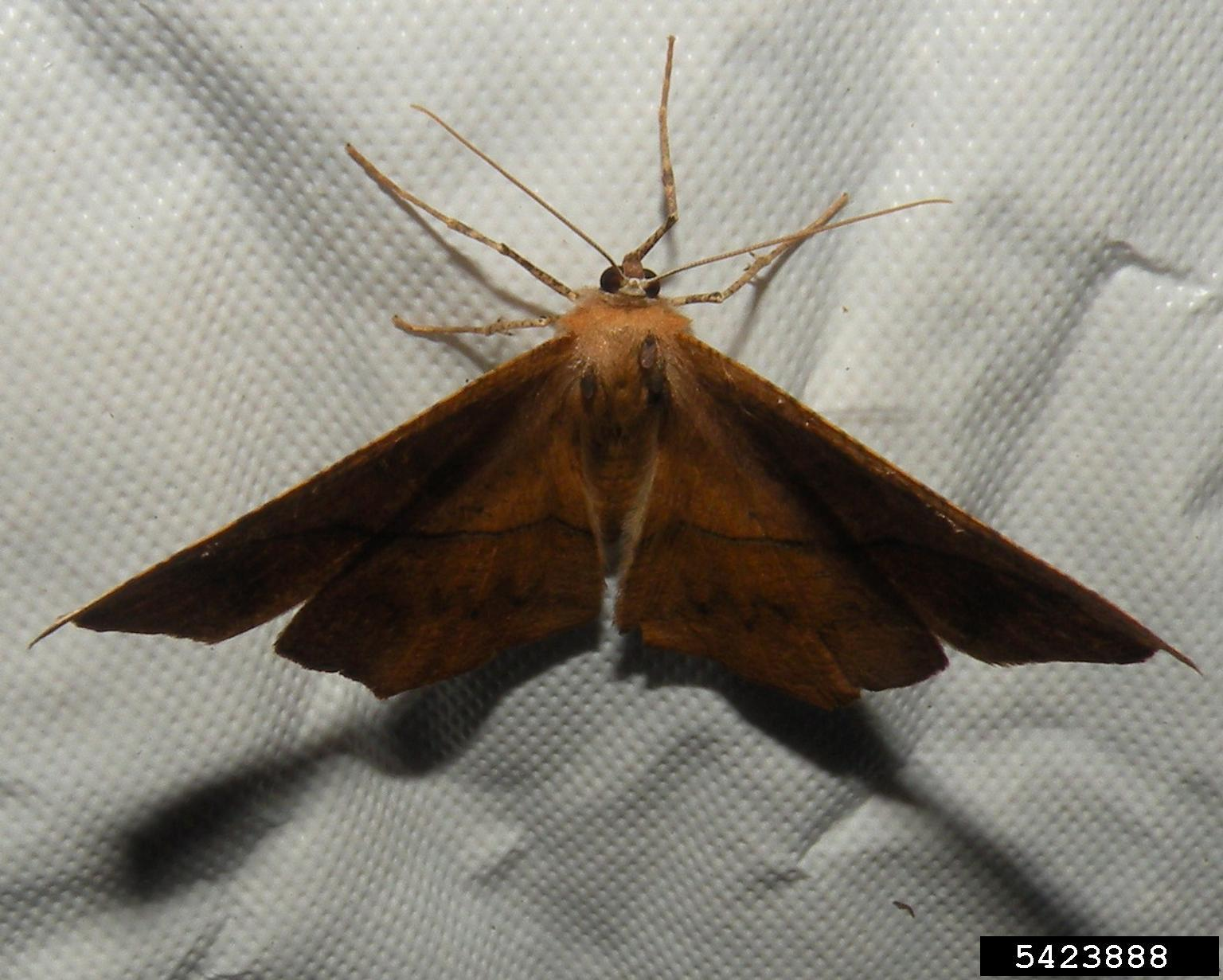